# Xã Centralia, Quận Boone, Missouri
Xã Centralia (tiếng Anh: Centralia Township) là một xã thuộc quận Boone, tiểu bang Missouri, Hoa Kỳ. Năm 2010, dân số của xã này là 4.906 người.